# Pseudocordylus spinosus
Espèce
Synonymes
- Cordylus spinosus (Fitzsimons, 1947)

Statut de conservation UICN

 LC  : Préoccupation mineure
Statut CITES
Pseudocordylus spinosus est une espèce de sauriens de la famille des Cordylidae.

## Répartition
Cette espèce est endémique d'Afrique du Sud.

## Publication originale
- FitzSimons, 1947 : Descriptions of new species and subspecies of reptiles and amphibians from Natal, together with notes on some other little known species. Annals of the Natal Museum, vol. 11, n. 1, p. 111–137 (texte intégral).